# Stupnica (miasto Loznica)
Stupnica (cyr. Ступница) – wieś w Serbii, w okręgu maczwańskim, w mieście Loznica. W 2011 roku liczyła 891 mieszkańców.